# Фердинанд де Лессепс
Фердинанд Марі де Лессепс (19 листопада 1805 , Версаль, Перша французька імперія  — 7 грудня 1894 , Гії ) — французький дипломат і підприємець, віконт, автор проекту і керівник будівництва Суецького каналу.

## Життєпис
Народився 19 листопада 1805 року в Версалі. Рід де Лессепса веде свою історію з XIV століття, серед його предків були і шотландські, й іспанські, і французькі аристократи.
Він закінчив престижний Ліцей Генріха IV, здобув юридичну освіту і в 20-річному віці почав дипломатичну кар'єру. У 1825—1849 роках обіймав різні дипломатичні посади в низці країн Європи та Африки, в тому числі Єгипті (1831—1837).
Під час свого перебування в Єгипті Лессепс захопився ідеєю створення штучного каналу на Суецькому перешийку. Блискуча молода людина, привабливий і дотепний співрозмовник, Лессепс швидко став душею місцевої громади. Особливо гарні відносини склалися у Фердінанда із сином правителя Єгипту Мухаммедом Алі Саїдом. Саїд-паша страждав ожирінням, і правитель попросив Лессепса зайнятися зі спадкоємцем верховою їздою, а заодно навчити європейського етикету та гарних манер. Тісне спілкування французького дипломата і спадкоємця престолу єгипетського стало початком дружби, яка відіграла ключову роль у створенні Суецького каналу.
Наприкінці 1837 Лессепс повернувся до Франції. Там, очікуючи нового дипломатичного призначення, він одружився з дівчиною з хорошої сім'ї, 18-річною Агатою Деламаль. Цей шлюб тривав 16 років.
Наступні 12 років життя Лессепса були пов'язані з дипломатією: він займав посаду консула в Роттердамі, потім в Малазі, став генеральним консулом у Барселоні, послом Франції в Мадриді.
Кар'єрний злет несподівано перервався в неспокійному для Європи 1849 році, коли Лессепс був посланий вести мирні переговори між французькою армією та військами бунтівного Гарібальді, що зійшов у Римі. Як з'ясувалося пізніше, Лессепс був посланий до Італії для відведення очей, і французький уряд зовсім не збирався закінчувати військові дії. Дізнавшись про це, гордий аристократ розлютився і вийшов у відставку.
Розчарувавшись в політиці і дипломатії, Лессепс повернувся до Франції й оселився з родиною у своєму маєтку Ла-Шене. Через чотири роки сталося дві трагічні події: протягом невеликого проміжку часу скарлатина забрала життя двох синів віконта і коханої дружини. Лессепс став жити розміреним життям вдівця і сільського поміщика.
У 1853 році родичка Лессепса Євгенія Монтіхо стала дружиною імператора Франції Наполеона III. Фердинанд Лессепс був двоюрідним братом матері Євгенії.
Імператриця Євгенія загорілася ідеєю побудови Суецького каналу після першої ж розмови з Лессепсом. Вона пообіцяла схилити на його бік Наполеона III.
У липні 1854 Лессепс дізнався про те, що правителем Єгипту став його вихованець Саїд-паша. Використовуючи особисті зв'язки з представниками єгипетського двору, Лессепс в 1854 році отримав від Саїда-паші концесію на спорудження Суецького каналу на пільгових умовах. Будівництво каналу очолила створена Лессепс «Загальна компанія Суецького каналу», яка юридично вважалася єгипетським підприємством.
Оскільки концесійний договір було укладено з правителем однієї з провінцій Османської імперії, якою тоді був Єгипет, то він підлягав твердженням турецьким султаном. Турецький султан повністю залежав від уряду Великої Британії, а Британія була категорично проти будівництва каналу. Чотири роки Лессепс провів у нескінченних роз'їздах між Парижем, Каїром, Лондоном і Стамбулом. Не домігшись підтримки британського парламенту, у листопаді 1858 року він виставив на продаж акції Загальної компанії Суецького морського каналу: 400 тисяч акцій по 500 франків кожна. У торгових будинках і фінансових установах Європи це звістка викликала сміх: хто ж зважиться вкласти гроші в такий сумнівний захід?
Тоді Лессепс почав пропагандистську кампанію в пресі, звертаючись до патріотичних почуттів пересічних французів. «Британія перешкоджає здійсненню найбільшого проекту століття, — говорив він. — Але невже це нас зупинить? Ми програли при Ватерлоо, але можемо перемогти в Суеці. Раз проект поганий для англійців, значить, він гарний для французів!»
У касу Загальної компанії потекли заощадження представників середнього класу — чиновників, адвокатів, торговців, офіцерів. Тільки у Франції Лессепс за місяць продав 207 111 акцій (всього було продано 314 494 акції).
Лессепс через імператрицю Євгенію звернувся до імператора Наполеона III з проханням про підтримку та отримав її. Але знадобилося ще сім років дипломатичних ігор, інтриг і угод, протягом яких змінилися єгипетський правитель, турецький султан і британський прем'єр-міністр, сім років безперервних робіт на каналі, перш ніж у березні 1866 турецький уряд визнав очевидне і завізував видану Лессепсу концесію.
Єгипетський уряд придбав 44 % всіх акцій, 53 % було розміщено у Франції, 3 % в інших країнах. Будівництво каналу було розпочато 25 квітня 1859 і завершено в 1869 році.
Повернувшись на батьківщину, Лессепс був оголошений національним героєм. У Франції віконт, вже відзначив своє 64-річчя, одружився з 20-річною Луїзі-Елен Отар де Брагар. Незважаючи на різницю у віці і насмішки скептиків, цей шлюб виявився щасливим, в ньому народилося 12 дітей.
У 1875 році Лессепс був обраний почесним членом Англійського королівського товариства, у 1884 році — членом Французької академії.
У 1879 році, рівно через 10 років після завершення Суецький епопеї, Фердинанд Лессепс за згодою уряду Колумбії створив акціонерне товариство «Загальна компанія міжокеанського Панамського каналу».
Щоб пояснити потенційним акціонерам, які вигоди обіцяє спорудження каналу між Тихим і Атлантичним океанами, Лессепс розгорнув потужну пропагандистську кампанію в пресі. Підписка на акції почала швидко рости. Але чимало грошей з'їла сама рекламна кампанія. До того ж з'ясувалося, що трасу майбутнього каналу перетинає американська залізниця, і компанія купила її за потрійною ціною. Так, ще до початку земляних робіт було витрачено 60 млн доларів (дві третини від вартості Суеца).
У 1885 році, коли кошти від продажу акцій вже майже вичерпалися, керівники компанії задумали поповнити касу, провівши лотерею. Лотерея, яка принесла 254 млн франків замість передбачуваних 720 млн, положення не виправила. До 1889 компанія розтринькали близько 1,3 млрд франків (260 млн доларів) — гроші 700 тисяч чоловік, а тим часом канал не був проритий і на чверть.
На початку 1889 було офіційно оголошено про банкрутство компанії Панамського каналу, яке спричинило за собою розорення тисяч дрібних інвесторів. Потім почалося розслідування, яке виявило грандіозний корупційний скандал: для того щоб врятувати будівництво каналу, керівництво компанії підкупляло і французьких чиновників з депутатами, і журналістів, а також їхніх колумбійських колег. Слово «Панама» стало синонімом фінансової авантюри. Кілька депутатів парламенту покінчили життя самогубством.
У 1893 році через «панамського скандалу» Фердинанд де Лессепс і його син Шарль були засуджені паризьким судом до п'яти років тюремного ув'язнення і 3000 франків штрафу. Касаційний суд незабаром скасував вирок.
«Батько Суецького каналу», якому було в момент винесення вироку вісімдесят п'ять років, нічого не дізнався про нього, оскільки незадовго до цього з ним стався удар.
7 грудня 1894 Фердинанд Марі де Лессепс помер у своєму маєтку Ла-Шене поблизу Орлеана.